# Hydrocotyle scutellifera
Hydrocotyle scutellifera är en växtart i släktet Hydrocotyle och familjen araliaväxter.
Arten är en perenn ört som förekommer i Western Australia. Den beskrevs av George Bentham 1867.